# 中古高地德語
中古高地德語（德語：Mittelhochdeutsch，簡寫作MHG）是一個用以指稱西元1050年至1350年期間的德語的形式。它由古高地德語演變而來，後來演變成早期新高地德語，有時這個用語指稱到1500年為止的一個較長時段內所使用的德語的形式。

## 變體
中古高地德語並非一個統治的書寫語言，它包含了兩個主要的方言區，其方言如下：
- 上德語（Oberdeutsch）
  - 阿勒曼尼語（Alemannisch = Westoberdeutsch）
  - 奧地利-巴伐利亞語（Bairisch = Ostoberdeutsch）
  - 東法蘭克德語（Ostfränkisch = Nordoberdeutsch）
  - 南法蘭克德語（Südfränkisch = Nordoberdeutsch）
- 中央德語（Mitteldeutsch）
  - 西中部德語（Westmitteldeutsch）
    - 萊茵法蘭克語（Rheinfränkisch）
    - 中部法蘭克語（Mittelfränkisch）
    - 黑森語（Hessisch）

  - 東中部德語（Ostmitteldeutsch）
    - 圖林根語（Thüringisch）
    - 上薩克森方言（Obersächsisch）
    - 低地西里西亚語（Schlesisch）
    - 高地普魯士語（Hochpreußisch）

## 發音
以下的表格表示古典中古高地德語的發音，拼字則表示了在現在版本中的標準拼寫法，而在文獻中有較多的變體書寫法。

### 母音
|        | 前     | 前     | 前    | 前      | 央 | 央 | 後 | 後 |
| 不圓唇 | 不圓唇 | 圓唇   | 圓唇  |         | 央 | 央 | 後 | 後 |
| 短     | 長     | 短     | 長    | 短      | 長 | 短 | 長 |    |
| 閉     | i      | iː     | y <ü> | yː <iu> |    |    | u  | uː |
| 半閉   | e      |        |       |         |    |    |    |    |
| 中     | ɛ      | ɛː     | ø <ö> | øː <œ>  |    |    | o  | oː |
| 次開   | æ <ä>  | æː <æ> |       |         |    |    |    |    |
| 閉     |        |        |       |         | a  | aː |    |    |

注意：
1. 不是所有的方言都分別表中所示的三個中前元音。
2. 短的高與中母音可能像現代德語一樣，發音部位低於其對等的長音，但從文獻資料無法確認此點。
3. 在非重音音節中，<e>可能表示[ɛ]或中央元音[ə]。

### 雙母音
中古高地德語的雙母音的發音可由以下的拼寫來表示：
<ei>、<ie>、<ou>、<öu>以及<eu>、<üe>和<uo>。

### 子音
|        | 雙唇音 | 唇齒音     | 齒齦音 | 齒齦後音 | 硬顎音 | 軟顎音     | 喉音 |
| 塞音   | p b    |            | t d    |          |        | k <k, c> g |      |
| 塞擦音 | p͡f     |            | ts <z> |          |        |            |      |
| 鼻音   | m      |            | n      |          |        | ŋ <ng>     |      |
| 擦音   |        | f v <f, v> | s z    | ʃ <sch>  |        | x <ch, h>  | h    |
| 通音   | w      |            |        |          | j      |            |      |
| 流音   |        |            | r l    |          |        |            |      |

1. 子音的確切發音無法重構，而且受方言影響。
2. 在塞音、擦音的欄位，若有兩輔音符號現于同欄，則左為強輔音，右為相對的弱輔音，弱輔音的發音隨方言而異。
3. 中古高地德語有長輔音，且如下的併寫輔音並非如現代德語般表示母音長度，而確實是雙輔音：pp, bb, tt, dd, ck（for /kk/）, gg, ff, ss, zz, mm, nn, ll, rr.
4. 後元音前的/x/，如現代德語一樣，有同位異音[χ]的假設合理。

## 書寫系統
中古高地德語採用拉丁字母的哥德體書寫，長母音或以變音符號的抑揚符標明，以下為中古高地德語所使用的字母：
a, â（æ）, b, d, e, ê, f, g, h, i,  î（y）, k（c, ch）, l, m, n, o, ô, p, qu（=kw）, r, s, t,  u, û, v（f）, w, z（c, cz, ʒ, ȥ）

## 時代分野
以下幾個準則可區別中古高地德語與古高地德語的發音：
- 非重音音節的母弱化成/e/，如古高地德語taga > 中古高地德語tage（「日子」，眾數）
- 元音變音（Umlaut）的發展完全以及它在構詞上的應用。
- 結尾塞音的清音化，如古高地德語tag > 中古高地德語tac（「日子」，單數）

在文化上，由神職人員為主的書寫文化，轉變到一個集中大貴族的朝廷裡進行的書寫文化，是這兩個時代的分別。神聖羅馬帝國在維也納的朝廷與霍亨斯陶芬和哈布斯堡兩大王朝的興起，使南德意志成了政治與文化的中心。
在語言學上，它到早期新高地德語的轉變是由四個母音共同造就現代德語發音的變化所標誌：
- 部份中古高地德語雙母音的單母音化，如中古高地德語huot>新高地德語Hut（「帽子」，單數）
- 長母音的雙母音化，如中古高地德語hût >新高地德語Haut（「皮膚」，單數）。
- 短母音到長母音的轉變，如中古高地德語sagen（讀作/zagən/）> 新高地德語sagen（讀作/zaːgən/，「說」，不定式）
- 在許多狀況下，非重音母音的喪失，如中古高地德語vrouwe > 新高地德語Frau（「女子」，單數）

另外，新高地德語時代的文化中心不再是宮廷而是城鎮。

## 日耳曼語族歷時
| 前罗马铁器时代 前500年–前100年              | 前罗马铁器时代 前500年–前100年 | 罗马铁器时代早期 前100年–100年     | 罗马铁器时代晚期 100年–300年       | 迁徙时期 300年–600年            | 中世纪前期 600年–1100年     | 中世纪 1100–1350年    | 中世纪后期 1350年–1500年 | 近代早期 1500年–1700年 | 现代 1700年至今 |
| 原始日耳曼语                                | 西日耳曼语                     | 厄尔米诺内语 （易北河日耳曼语）    | 原始高地德语                       | 原始高地德语                    | 古高地德语、 伦巴底语       | 中古高地德語          | 早期现代高地德语         | 早期现代高地德语       | 高地德语各变种  |
| 原始日耳曼语                                | 西日耳曼语                     | 厄尔米诺内语 （易北河日耳曼语）    | 原始高地德语                       | 原始高地德语                    | 古高地德语、 伦巴底语       | 中古高地德語          | 早期现代高地德语         | 早期现代高地德语       | 标准德语        |
| 原始日耳曼语                                | 西日耳曼语                     | 伊斯特沃内语 （威悉-莱茵日耳曼语） | 原始法兰克语                       | 古法兰克语                      | 古中部德语                  | 中古中部德语          | 早期现代中部德语         | 早期现代中部德语       |                 |
| 原始日耳曼语                                | 西日耳曼语                     | 伊斯特沃内语 （威悉-莱茵日耳曼语） | 原始法兰克语                       | 古法兰克语                      | 古中部德语                  | 中古中部德语          | 早期现代中部德语         | 早期现代中部德语       | 中部德语各变种  |
| 原始日耳曼语                                | 西日耳曼语                     | 伊斯特沃内语 （威悉-莱茵日耳曼语） | 原始法兰克语                       | 古法兰克语                      | 古低地法兰克语 （古荷兰语） | 早期林堡语 中古荷兰语 | 晚期林堡语 中古荷兰语    | 早期林堡语             | 林堡语          |
| 原始日耳曼语                                | 西日耳曼语                     | 伊斯特沃内语 （威悉-莱茵日耳曼语） | 原始法兰克语                       | 古法兰克语                      | 古低地法兰克语 （古荷兰语） | 早期 中古荷兰语       | 晚期 中古荷兰语          | 早期 现代荷兰语        | 荷兰语各变种    |
| 原始日耳曼语                                | 西日耳曼语                     | 伊斯特沃内语 （威悉-莱茵日耳曼语） | 原始法兰克语                       | 古法兰克语                      | 古低地法兰克语 （古荷兰语） | 早期 中古荷兰语       | 晚期 中古荷兰语          | 早期 现代荷兰语        | 南非语          |
| 原始日耳曼语                                | 西日耳曼语                     | 因格沃内语 （北海日耳曼语）        | 原始撒克逊语 （东南因格沃内语）    | 原始撒克逊语 （东南因格沃内语） | 古撒克逊语                  | 中古低地德语          | 中古低地德语             | 中古低地德语           | 低地德语各变种  |
| 原始日耳曼语                                | 西日耳曼语                     | 因格沃内语 （北海日耳曼语）        | 盎格鲁-弗里西语 （西北因格沃内语） | 原始弗里西语                    | 古弗里西语                  | 古弗里西语            | 古弗里西语               | 中古弗里西语           | 弗里西语各变种  |
| 原始日耳曼语                                | 西日耳曼语                     | 因格沃内语 （北海日耳曼语）        | 盎格鲁-弗里西语 （西北因格沃内语） | 原始英语                        | 古英语 （盎格鲁-撒克逊）    | 早期 中古英语         | 晚期 中古英语            | 近代英语               | 英语各变种      |
| 原始日耳曼语                                | 西日耳曼语                     | 因格沃内语 （北海日耳曼语）        | 盎格鲁-弗里西语 （西北因格沃内语） | 原始英语                        | 古英语 （盎格鲁-撒克逊）    | 早期 中古英语         | 早期苏格兰语             | 中古苏格兰语           | 苏格兰语各变种  |
| 原始日耳曼语                                | 北日耳曼语                     | 北日耳曼语                         | 原始诺尔斯语                       | 原始诺尔斯语                    | 卢恩 古西诺尔斯语           | 古冰岛语              | 晚期 古冰岛语            | 冰岛语                 | 冰岛语          |
| 原始日耳曼语                                | 北日耳曼语                     | 北日耳曼语                         | 原始诺尔斯语                       | 原始诺尔斯语                    | 卢恩 古西诺尔斯语           | 古挪威语              | 古法罗语                 | 法罗语                 | 法罗语          |
| 原始日耳曼语                                | 北日耳曼语                     | 北日耳曼语                         | 原始诺尔斯语                       | 原始诺尔斯语                    | 卢恩 古西诺尔斯语           | 古挪威语              | 古诺恩语                 | 诺恩语                 | 灭绝            |
| 原始日耳曼语                                | 北日耳曼语                     | 北日耳曼语                         | 原始诺尔斯语                       | 原始诺尔斯语                    | 卢恩 古东诺尔斯语           | 古挪威语              | 中古挪威语               | 挪威语                 | 挪威语          |
| 原始日耳曼语                                | 北日耳曼语                     | 北日耳曼语                         | 原始诺尔斯语                       | 原始诺尔斯语                    | 卢恩 古东诺尔斯语           | 早期 古丹麦语         | 晚期 古丹麦语            | 丹麦语                 | 丹麦语          |
| 原始日耳曼语                                | 北日耳曼语                     | 北日耳曼语                         | 原始诺尔斯语                       | 原始诺尔斯语                    | 卢恩 古东诺尔斯语           | 早期 古瑞典语         | 晚期 古瑞典语            | 瑞典語                 | 瑞典語          |
| 原始日耳曼语                                | 北日耳曼语                     | 北日耳曼语                         | 原始诺尔斯语                       | 原始诺尔斯语                    | 卢恩 古东诺尔斯语           | 早期 古瑞典语         | 晚期 古瑞典语            | 达拉纳方言             |                 |
| 原始日耳曼语                                | 北日耳曼语                     | 北日耳曼语                         | 原始诺尔斯语                       | 原始诺尔斯语                    | 卢恩 古哥得兰语             | 早期 古哥得兰语       | 晚期 古哥得兰语          | 哥得兰语               | 哥得兰语        |
| 原始日耳曼语                                | 东日耳曼语                     | 东日耳曼语                         | 东日耳曼语                         | 哥特语                          | 哥特语                      | （未证实哥特语方言）  | （未证实哥特语方言）     | 克里米亚哥特语         | 灭绝            |
| 原始日耳曼语                                | 东日耳曼语                     | 东日耳曼语                         | 东日耳曼语                         | 汪达尔语                        | 灭绝                        | 灭绝                  | 灭绝                     | 灭绝                   | 灭绝            |
| 原始日耳曼语                                | 东日耳曼语                     | 东日耳曼语                         | 东日耳曼语                         | 勃艮第语                        | 灭绝                        | 灭绝                  | 灭绝                     | 灭绝                   | 灭绝            |
| 註解 1. 2. 3. 4. 5. 6. 參考資料 1. 2. 3. 4. |                                |                                    |                                    |                                 |                             |                       |                          |                        |                 |

## 外部連結
- Wright的中古高地德語教學書（页面存档备份，存于）
- 兩本主要的線上中古高地德語字典（德語）
- Mediaevum.de所提供的中古高地德語文件：
  - 十一世紀（早期中古高地德語）
  - 十二世紀
  - 十三世紀
  - 十四世紀